# Gerhard Fatzer
Gerhard Fatzer (* 1951; heimatberechtigt in Salmsach) ist ein Schweizer Psychologe und Pionier der Organisationsentwicklung im deutschsprachigen Raum.

## Leben und Werk
Fatzer erlangte 1971 an der Kantonsschule Frauenfeld die Matura. Ab 1972 studierte er Pädagogik, Philosophie und Sozialpsychologie an der Universität Zürich und promovierte 1980. Parallel dazu studierte er an der Hochschule für Angewandte Psychologie (IAP) in Zürich. Von 1980 bis 1982 forschte er als Postdoc. des Schweiz. Nationalfonds zuerst an der University of California, Santa Barbara (UCSB) und an der University of California, Los Angeles (UCLA). Er bildete sich am Massachusetts Institute of Technology (MIT) in Organisationsentwicklung und an der Harvard University im Bereich Action Science weiter. Dies mit einigen Begründern der Organisationsentwicklung, nämlich Edgar H. Schein, Chris Argyris, Warren Bennis und Fred Massarik. Fatzer ließ sich am Gestalt Institute Cleveland zum systemischen Gestalttherapeuten ausbilden. Außerdem ist er Gruppendynamiker SGGG.
Nach seiner Rückkehr leitete Fatzer von 1983 bis 1991  den Ausbildungsbereich Supervision-Coaching und OE des IAP., zusammen mit Claus Dieter Eck. Seit 1991 ist er Leiter des Trias-Instituts für Coaching, Supervision und Organisationsentwicklung in Grüningen. Er bildet weltweit Organisationsentwickler, Führungskräfte und Coaches aus und hat mit seinem Institut regelmässige Trias Konferenzen durchgeführt, aus denen auch Publikationen mit Edgar H. Schein entstanden. Das Trias Institut verfügt über einen wissenschaftlichen Beirat (Kornelia Rappe-Giesecke, Michael Giesecke) und ist durch Dachorganisationen anerkannt. Von 2017 an entstand die Trias Masterklasse, dies in Zusammenarbeit mit der Sloan School, insbesondere Edgar Schein, Peter Senge und Otto Scharmer.
Seit 1982 ist er ständiger Gastforscher an der MIT Sloan School of Management, zudem an der Harvard Business School. Von 1989 bis 1991 war er Gastprofessor für Supervision und OE an der Gesamthochschule Kassel. Seit 2002 ist er Gastprofessor am Institut für Psychologie der Universität Innsbruck. Seit 2010 ist er Gastprofessor der Zeppelin University und am IEDC in Bled zudem seit 2014 an der Thapar University in Patiala Indien.
Zudem hat er an der HSG und an der ETH Zürich unterrichtet. Zusätzlich hat er in Fernsehsendungen und Keynotes die Themen Führung, Kulturentwicklung, Prozessberatung und Karriere populär gemacht (Fernsehen DRS: Milgram Experiment in "Grell Pastell" von Kurt Aeschbacher (1991) und "Suizid als Teil der Unternehmenskultur", Sendung "Club" 2016).
Fatzer ist seit 2001 Herausgeber der Zeitschrift Profile und seit 1990 der Buchreihe EHP Organisation. Er ist damit einer der Pioniere der deutschsprachigen Organisationsentwicklung mit dem Ziel, kulturelle Brücken zwischen dem amerikanischen und deutschsprachigen Raum zu bieten. Zusätzlich publiziert er ab 2021 im Verlag Psychosozial.

### Herausgeber
- mit Claus D. Eck: Supervision und Beratung:  Ein Handbuch. EHP, Köln 1990, ISBN 3-926176-27-X. ungarische Ausgabe in: Bagdy Emöke, Wiesner Erzsebet: 'Szupervizio' ISBN 963-86545-5-4, S. 189- und S. 219-
- Organisationsentwicklung für die Zukunft: Ein Handbuch. EHP, Köln 1993, ISBN 3-926176-41-5.
- Organisationsentwicklung und Supervision: Erfolgsfaktoren bei Veränderungsprozessen. EHP, Köln 1996, ISBN 3-926176-67-9.
- Nachhaltige Transformationsprozesse in Organisationen. EHP, Köln 2005, ISBN 3-89797-016-3.
- Gute Beratung von Organisationen: Auf dem Weg zu einer Beratungswissenschaft. EHP, Bergisch Gladbach 2005, ISBN 3-89797-032-5 (Supervision und Beratung. Bd. 2).

Englische Titel
The Swiss School System,   in: Hawkins John, La Belle Thomas:  Education and Intergroup Relations: An International Perspective (Praeger Special Studies Series in Comparative Education) 1985, ISBN 978-0-03-063701-8
Experiential Learning in Organizations: Humanistic Education and Organization Development, in: Massarik Fred (Ed.)
Advances in Organization Development, Vol. 1, p. 134 - 146,  ISBN 0-89391-242-5 (v.1)

Leadership and Transformation, in:  Change Management and the Human Factor
Frank E. P. Dievernich, Kim Oliver Tokarski, Jie Gong (Editors), Springer Publishers 2015, ISBN 978-3-319-07434-4

### Interviews
Vorurteilsfreie Führung: Interview mit Ana Campos und Trivadis